# Andreas Cervin
Andreas Cervin (Okome, 31 oktober 1888 - Göteborg, 14 februari 1972) was een Zweeds turner.
Cervin won tijdens de Olympische Zomerspelen 1908 met de Zweedse ploeg de gouden medaille in het teamonderdeel.

## Olympische Zomerspelen
| Jaar | Plaats | Resultaten |
| ---- | ------ | ---------- |
| 1908 | Londen | team       |